# Nossa Senhora do Rosário (Santa Maria)
Nossa Senhora do Rosário és un barri de la ciutat brasilera de Santa Maria, Rio Grande do Sul. El barri està situat al districte de Sede.

## Villas
El barri amb les següents villas: Beco do Otávio, Loteamento Noêmio Lemos, Rosário, Vila Bortola, Vila Menna Barreto, Vila Oficina Ramos, Vila Osvaldo Beck.

## Galeria de fotos

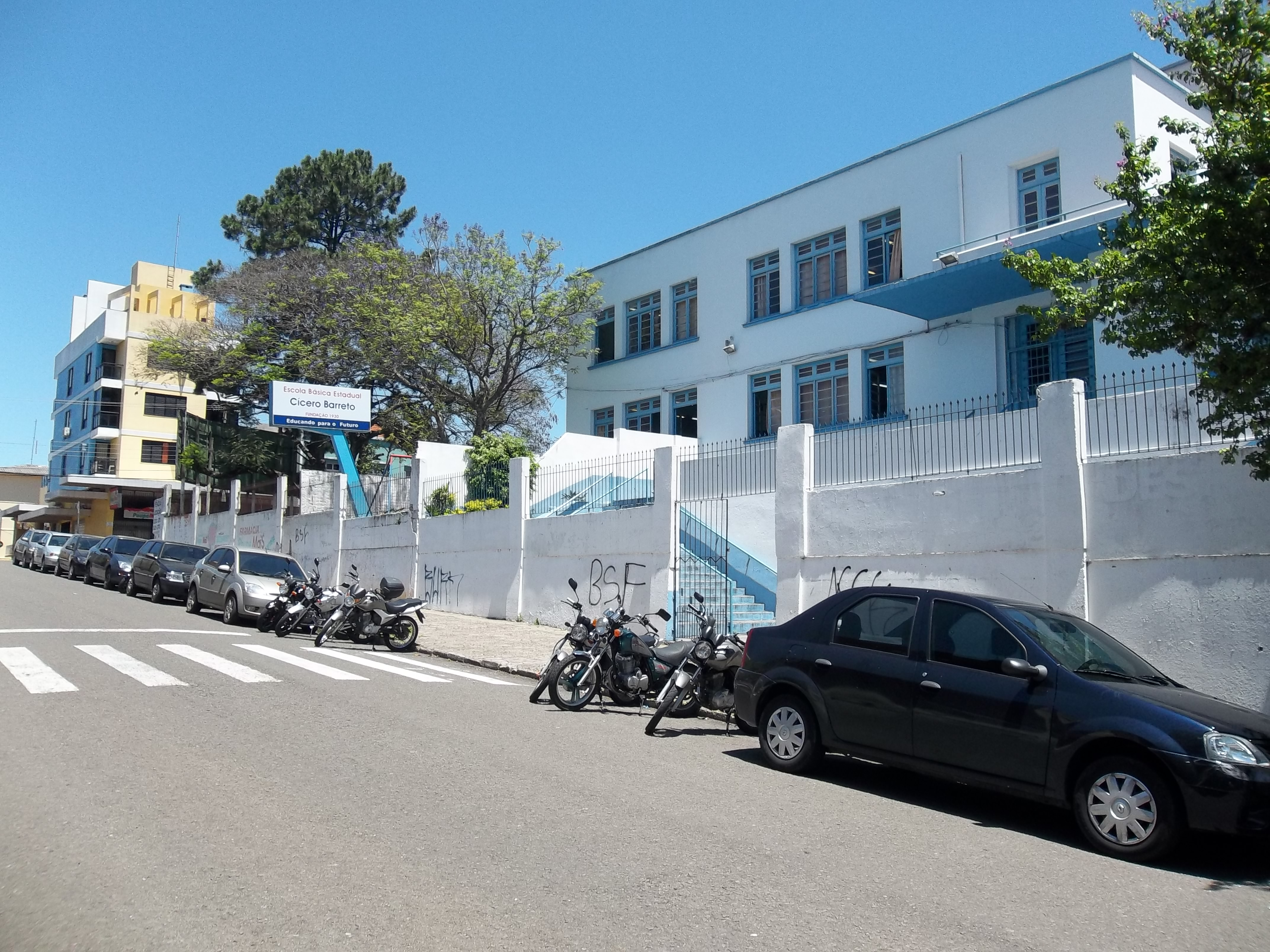
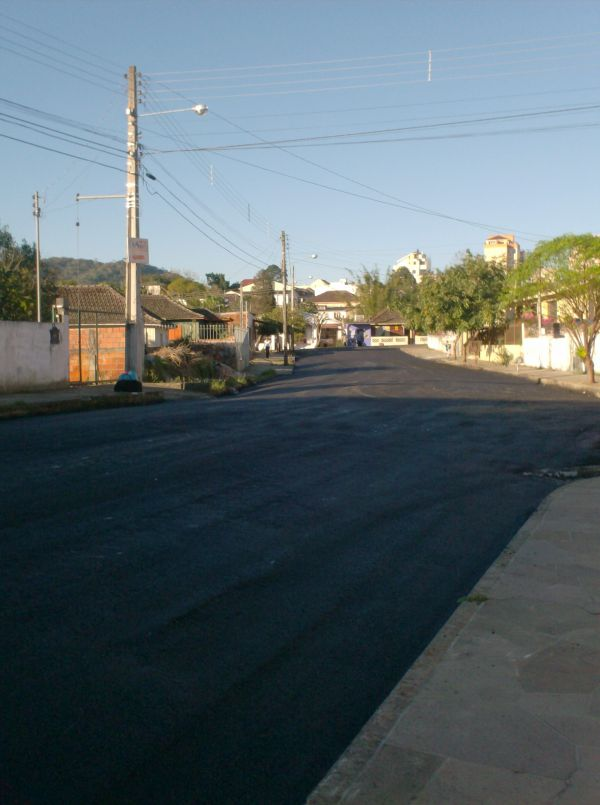
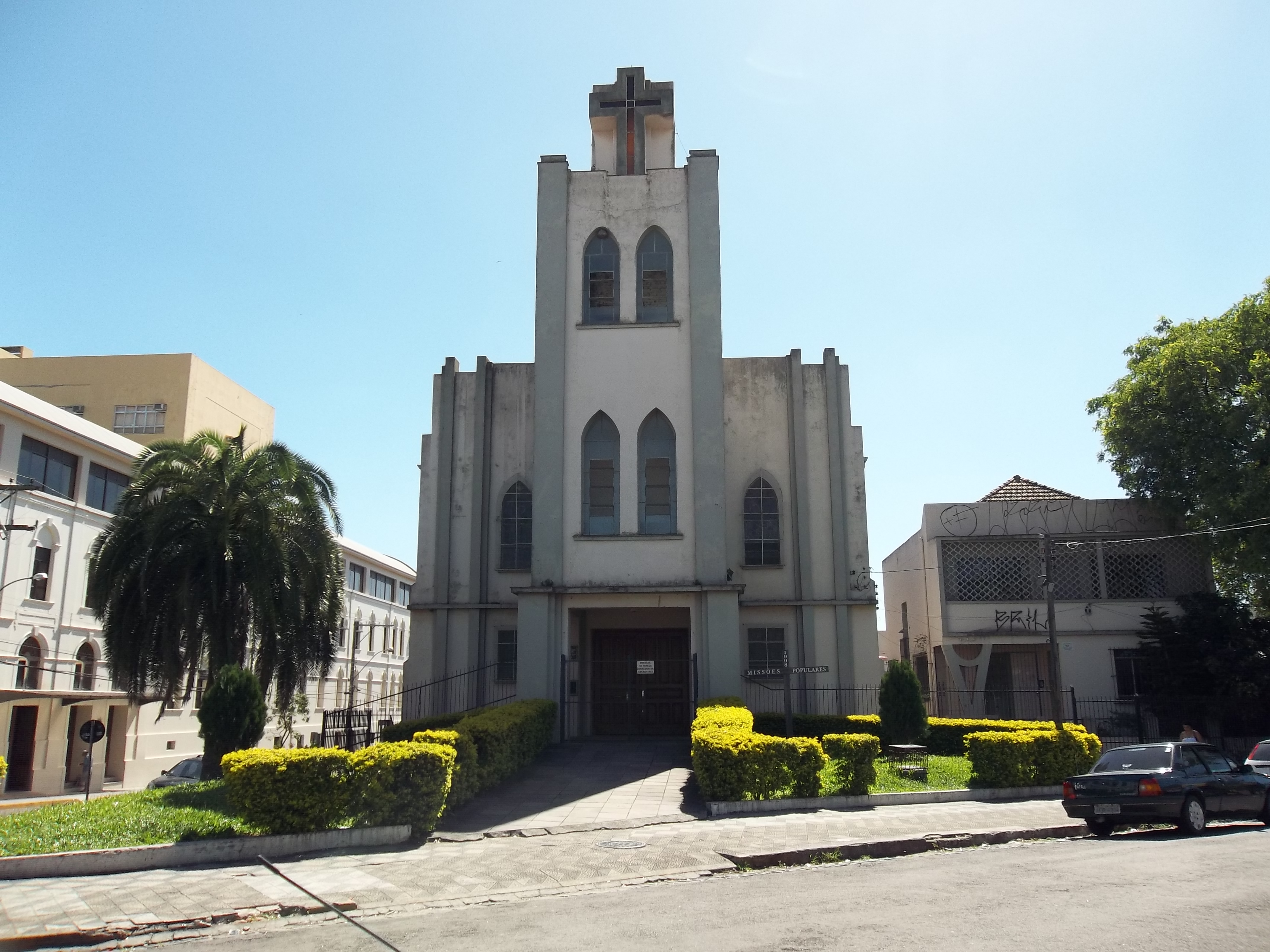

| Carolina Divina Providência      | Carolina | Carolina / Nossa Senhora do Perpétuo Socorro Centro |
| Divina Providência Passo d'Areia |          | Centro                                              |
| Passo d'Areia Bonfim             | Bonfim   | Centro                                              |